# Nicolò Cattaneo Della Volta
Il Serenissimo Nicolò Cattaneo Della Volta (Genova, 18 luglio 1679 – Genova, 5 luglio 1751) fu il 153º doge della Repubblica di Genova e re di Corsica.

## Biografia

### Primi anni

Stemma nobiliare dei Cattaneo Della Volta

Figlio primogenito del già doge Giovanni Battista Cattaneo Della Volta (biennio 1691-1693) e Maddalena Gentile, nacque a Genova il 18 luglio 1679 e fu battezzato nella gentilizia chiesa di San Torpete, nel centro storico genovese. Ascritto nel Libro d'oro della nobiltà cittadina dal 25 agosto 1701, all'età di ventisette anni Nicolò Cattaneo Della Volta fu impiegato nel suo primo incarico pubblico in qualità di revisore dei libri criminali. A 30 anni, nel corso del 1709, fu tra i più giovani protettori dell'ospedale di Pammatone.
Dopo questo incarico, il nome del nobile Cattaneo Della Volta non compare più nei vari "manuali del Senato" della Repubblica di Genova e pressoché inesistenti o sconosciuti ipotetici incarichi eventualmente assunti: è alquanto probabile un suo invio in qualche corte italiana o europea, se non un'aggregazione in qualche reparto militare o della marina.
Solamente nel 1722 ricompare la figura di Nicolò Cattaneo Della Volta in qualità di preside del magistrato della Seta e, nello stesso frangente, tra gli addetti dell'Archivio segreto. Deputato ai Confini nel 1723, tre anni dopo fu designato commissario della fortezza del Priamar di Savona, incarico che rinunciò per l'accrescere dell'instabilità nel territorio del ponente ligure per i nuovi dissapori con il Ducato di Savoia di Vittorio Amedeo II sulla proprietà del Marchesato di Finale. Rimasto a Genova, Nicolò Cattaneo Della Volta balzò alle cronache per aver mandato a monte due importanti ricevimenti, nel corso del 1729, piuttosto che cedere alle richieste del cerimoniere della duchessa di Modena, e cugina di Luigi XV di Francia, Carlotta Aglaia di Borbone-Orléans.
Nel periodo tra il 1731 e il 1736 il nobile genovese fu incaricato nel svolgere diversi impieghi pubblici: addetto al magistrato delle Provvisioni delle navi, al magistrato per la custodia dei Confini, supremo sindacatore e uno dei governatori della Repubblica.
Il 7 febbraio 1736 lasciò ogni incarico per l'avvenuta elezione a nuovo doge della Repubblica: la centoottesima in successione biennale e la centocinquantatreesima nella storia repubblicana. In qualità di doge fu investito anche della correlata carica biennale di re di Corsica.

### Il dogato e gli ultimi anni
Il suo dogato fu inevitabilmente dominato dalla crisi corsa che, proprio un mese dopo dalla sua elezione a doge, conobbe uno stravolgimento della questione: il tedesco Theodor Stephan von Neuhoff, sbarcato sull'isola con l'appoggio degli Inglesi, fu proclamato sovrano del neonato e indipendente Regno di Corsica. L'evoluzione in quella che ancora era considerata una colonia genovese, indusse il Senato di Genova a chiedere ingenti prestiti al Banco di San Giorgio per l'ingaggio di ben tre reggimenti di milizie svizzere e, successivamente, di altrettante guarnigioni francesi dopo l'invio a Parigi dell'ambasciatore straordinario Giovanni Francesco Brignole Sale (futuro doge). L'intervento dei soldati d'oltralpe, assieme alle truppe genovesi ed elvetiche, determinò otto mesi dopo la sua proclamazione la caduta dell'indipendente monarchia corsa. Il ritorno sotto l'orbita genovese automaticamente proclamò ancora Nicolò Cattaneo Della Volta "re di Corsica".
Concluso il suo mandato biennale, il 7 febbraio 1738, assunse la carica di deputato del Fisco e proprio nell'anno fu votata un'imposta diretta straordinaria dell'1% sui patrimoni eccedenti le 6.000 lire genovesi per affrontare la gravosa situazione di crisi finanziaria.
Nel periodo post dogato ricoprì diversi incarichi pubblici: preside del magistrato di Guerra (1739; 1742), preside del magistrato dell'Abbondanza (dal 1740 al 1741; 1743), inquisitore di Stato nel 1746 e ancora preside del magistrato di Guerra nel 1747 durante la guerra di successione austriaca; l'ultimo incarico che vide partecipe Nicolò Cattaneo Della Volta fu come mediatore tra gli affari del governo e il banco genovese (1749).
Deceduto a Genova il 5 luglio 1751, venne sepolto nella non più esistente chiesa di San Domenico.

## Vita privata
Dal matrimonio con Livia Grimaldi ebbe due figli: Giovan Battista (1717) e Giacomo.